# Elaphropus ovatus
Elaphropus ovatus es una especie de escarabajo del género Elaphropus, de la subfamilia Trechinae, orden Coleoptera.

## Distribución
Se distribuye por China, Japón, Sri Lanka, India, Birmania, Malasia, Singapur, Indonesia y Filipinas.

## Taxonomía
Fue descrita por Motschulsky en 1851.